# Georg Ewald
Pour les articles homonymes, voir Ewald.
Georg Ewald, né le 30 octobre 1926 à Buchholz (Allemagne) et mort le 14 septembre 1973 près de Gotha (Allemagne), est un homme politique est-allemand. Il est ministre de l'Agriculture, des Forêts et de l'Agroalimentaire entre 1963 et 1973.

## Biographie
Il meurt dans un accident de la route près de Gotha.

## Décorations
- Médaille du Mérite de la RDA
- 1960 (bronze) et 1964 (argent) : ordre du Mérite patriotique
- 1969 : Bannière du Travail

## Sources
- (de) Cet article est partiellement ou en totalité issu de l’article de Wikipédia en allemand intitulé « Georg Ewald » (voir la liste des auteurs).